# The Idiot
The Idiot este albumul solo de debut al cântărețului rock american Iggy Pop. A fost primul din cele două LP-uri lansate în 1977 pe care Pop le-a scris și înregistrat în colaborare cu David Bowie. Deși apărut după Low, primul album al lui Bowie din așa numita "Trilogie a Berlinului", cei doi au început să scrie și să înregistreze cântece pentru The Idiot la mijlocul lui 1976, înainte ca Bowie să înceapă lucrul la albumul său. The Idiot a fost comparat cu albumele lui Bowie Low și "Heroes" în ceea ce privește efectele electronice și atmosfera introspectivă. Albumul se abate de la hard rockul caracteristic fostei trupe a lui Pop, The Stooges dar cu toate acestea este privit de critici ca unul dintre cele mai bune materiale ale acestuia chiar dacă nu este reprezentativ pentru stilul său muzical ulterior. Titlul albumului este inspirat de titlul romanului lui Dostoievski, Idiotul întrucât trei dintre participanți la înregistrările albumului - Bowie, Pop și Tony Visconti - cunoșteau bine romanul.

## Tracklist
1. "Sister Midnight" (Pop, Bowie, Carlos Alomar) (4:19)
2. "Nightclubbing" (4:14)
3. "Funtime" (2:54)
4. "Baby" (3:24)
5. "China Girl" (5:08)
6. "Dum Dum Boys" (7:12)
7. "Tiny Girls" (2:59)
8. "Mass Production" (8:24)

- Toate cântecele au fost scrise de Iggy Pop și David Bowie cu excepția celor notate.